# Luis Galarza
Luis Esteban Galarza Mayereger (ur. 26 grudnia 1950 w Asunción, zm. 27 lipca 2024 w Santa Cruz) – boliwijski piłkarz grający na pozycji bramkarza. Uczestnik Copa America 1987 (1 mecz) i Copa America 1989 (1 mecz). Jego najstarszy syn Sergio Galarza również występuje w reprezentacji Boliwii jako bramkarz.